# Liste der Nummer-eins-Hits in Ungarn (2011)
Dies ist eine Liste der Nummer-eins-Hits in Ungarn im Jahr 2011. Sie basiert auf den Top-40-Albumcharts und den Top-20-Singlecharts der Magyar Hanglemezkiadók Szövetsége (Mahasz), dem ungarischen Vertreter der International Federation of the Phonographic Industry.

## Singles
| ← 2010 ← | Liste der Nummer-eins-Hits in Ungarn | Liste der Nummer-eins-Hits in Ungarn | Liste der Nummer-eins-Hits in Ungarn | 2012 →                    |
| \| Zeitraum \| Wo. ges. \| Interpret \| Titel Autor(en) \| Zusätzliche Informationen \| \| (Zeitraum, Wochen auf Platz eins, Interpret, Titel, Autor[en], zusätzliche Informationen) \| \| \| \| \| \| ----------------------------------------------------------------------------------------- \| -------- \| --------- \| --------------- \| ------------------------- \| \| 23. August 2010 – 15. Januar 2012 21 Wochen (insgesamt 51) \| 51 \| Ákos \| Szindbád dala \| – \| \| 4. April 2011 – 15. Januar 2012 41 Wochen (insgesamt 46) \| 46 \| Ákos \| Utazó \| – \| |                                      |                                      |                                      |                           |
| ← 2010 |                                      |                                      |                                      | → 2012 →                  |
| Zeitraum | Wo. ges.                             | Interpret                            | Titel Autor(en)                      | Zusätzliche Informationen |
| (Zeitraum, Wochen auf Platz eins, Interpret, Titel, Autor[en], zusätzliche Informationen) |                                      |                                      |                                      |                           |
| 23. August 2010 – 15. Januar 2012 21 Wochen (insgesamt 51) | 51                                   | Ákos                                 | Szindbád dala                        | –                         |
| 4. April 2011 – 15. Januar 2012 41 Wochen (insgesamt 46) | 46                                   | Ákos                                 | Utazó                                | –                         |

## Alben
| ← 2010 ← | Liste der Nummer-eins-Hits in Ungarn | Liste der Nummer-eins-Hits in Ungarn | Liste der Nummer-eins-Hits in Ungarn              | 2012 → |
| \| Zeitraum \| Wo. ges. \| Interpret \| Titel \| Zusätzliche Informationen \| \| (Zeitraum, Wochen auf Platz eins, Interpret, Titel, zusätzliche Informationen) \| \| \| \| \| \| ------------------------------------------------------------------------------ \| -------- \| --------------------------------- \| ------------------------------------------------- \| ------------------------------------------------------------------------------------------------------------------------------------------ \| \| 27. Dezember 2010 – 2. Januar 2011 1 Woche \| 1 \| Norbi L. Király \| Az első X - 10 dal az élő showból \| Veröffentlichung zur ersten Ausgabe der Castingshow The X Factor in Ungarn: Király schied am 18. Dezember aus und wurde Dritter. \| \| 3. Januar 2011 – 9. Januar 2011 1 Woche \| 1 \| Csaba Vastag \| Az első X - 10 dal az élő showból \| Vastag war der Sieger der ersten Staffel von The X Factor in Ungarn. \| \| 10. Januar 2011 – 16. Januar 2011 1 Woche (insgesamt 2) \| 2 \| Nikolas Takács \| Az első X - 10 dal az élő showból \| Im Finale von The X Factor verlor Takács gegen Vastag. \| \| 17. Januar 2011 – 23. Januar 2011 1 Woche (insgesamt 7) \| 7 \| Veca Janicsák \| Az első X - 10 dal az élő showból \| Die einzige Frau unter den letzten Vier in The X Factor schied als erste aus, war aber in den Charts am erfolgreichsten. \| \| 24. Januar 2011 – 30. Januar 2011 1 Woche (insgesamt 2) \| 2 \| Andrewboy \| Dirty Dance 2 \| – \| \| 31. Januar 2011 – 6. März 2011 5 Wochen (insgesamt 7) \| 7 \| Veca Janicsák \| Az első X - 10 dal az élő showból \| – \| \| 7. März 2011 – 13. März 2011 1 Woche \| 1 \| Ossian \| Az lesz a győztes \| – \| \| 14. März 2011 – 20. März 2011 1 Woche (insgesamt 7) \| 7 \| Veca Janicsák \| Az első X - 10 dal az élő showból \| – \| \| 21. März 2011 – 27. März 2011 1 Woche \| 1 \| Subscribe \| Bookmarks \| – \| \| 28. März 2011 – 3. April 2011 1 Woche (insgesamt 2) \| 2 \| Andrewboy \| Dirty Dance 2 \| – \| \| 4. April 2011 – 1. Mai 2011 4 Wochen \| 4 \| Melinda Szíj \| Foltos úton \| – \| \| 2. Mai 2011 – 8. Mai 2011 1 Woche \| 1 \| Zoltán Mága \| 2011 Budapesti Újévi Koncert \| – \| \| 9. Mai 2011 – 15. Mai 2011 1 Woche \| 1 \| Iván Szenes \| Hosszú az a nap \| – \| \| 16. Mai 2011 – 22. Mai 2011 1 Woche \| 1 \| Ocho Macho \| Online a világ \| – \| \| 23. Mai 2011 – 29. Mai 2011 1 Woche \| 1 \| Lady Gaga \| Born This Way \| – \| \| 30. Mai 2011 – 5. Juni 2011 1 Woche (insgesamt 8) \| 8 \| Budapest Bár \| Volume 4 - Hoppá! \| – \| \| 6. Juni 2011 – 12. Juni 2011 1 Woche \| 1 \| Róbert Bérczesi \| Én meg az Ének: emléxel? \| – \| \| 13. Juni 2011 – 19. Juni 2011 1 Woche (insgesamt 8) \| 8 \| Budapest Bár \| Volume 4 - Hoppá! \| – \| \| 20. Juni 2011 – 26. Juni 2011 1 Woche \| 1 \| Budapest Bár \| Volume 3 - Zene \| – \| \| 27. Juni 2011 – 7. August 2011 6 Wochen (insgesamt 8) \| 8 \| Budapest Bár \| Volume 4 - Hoppá! \| – \| \| 8. August 2011 – 28. August 2011 3 Wochen (insgesamt 5) \| 5 \| Veca Janicsák \| A második X - 10 új felvétel \| – \| \| 29. August 2011 – 4. September 2011 1 Woche \| 1 \| Red Hot Chili Peppers \| I’m with You \| – \| \| 5. September 2011 – 11. September 2011 1 Woche \| 1 \| Depresszió \| Vízválasztó \| – \| \| 12. September 2011 – 25. September 2011 2 Wochen (insgesamt 5) \| 5 \| Veca Janicsák \| A második X - 10 új felvétel \| – \| \| 26. September 2011 – 2. Oktober 2011 1 Woche \| 1 \| Judit Halász \| Apa figyelj rám \| – \| \| 3. Oktober 2011 – 9. Oktober 2011 1 Woche \| 1 \| Magyarország kedvenc gyermekmeséi \| Magyar népmesék \| – \| \| 10. Oktober 2011 – 16. Oktober 2011 1 Woche \| 1 \| Moby Dick \| A holnapok ravatalán \| – \| \| 17. Oktober 2011 – 6. November 2011 3 Wochen \| 3 \| Ákos \| Arénakoncert 2011 \| – \| \| 7. November 2011 – 13. November 2011 1 Woche \| 1 \| Quimby \| Instant szeánsz \| – \| \| 14. November 2011 – 20. November 2011 1 Woche (insgesamt 10) \| 10 \| Michael Bublé \| Christmas \| – \| \| 21. November 2011 – 27. November 2011 1 Woche \| 1 \| Kowalsky meg a Vega \| Az évtized lemeze \| – \| \| 28. November 2011 – 4. Dezember 2011 1 Woche \| 1 \| Gyereklemez \| Magyarország legkedveltebb karácsonyi gyerekdalai \| – \| \| 5. Dezember 2011 – 18. Dezember 2011 2 Wochen (insgesamt 10) \| 10 \| Michael Bublé \| Christmas \| – \| \| 19. Dezember 2011 – 29. Januar 2012 6 Wochen \| 6 \| Tibor Kocsis \| Az első X - Az élő show-k 10 legnagyobb kedvence \| Der Sieger in der zweiten Staffel von The X Factor war anders als beim ersten Mal diesmal auch in den Charts eindeutig am erfolgreichsten. \| |                                      |                                      |                                                   | |
| ← 2010 |                                      |                                      |                                                   | → 2012 → |
| Zeitraum | Wo. ges.                             | Interpret                            | Titel                                             | Zusätzliche Informationen |
| (Zeitraum, Wochen auf Platz eins, Interpret, Titel, zusätzliche Informationen) |                                      |                                      |                                                   | |
| 27. Dezember 2010 – 2. Januar 2011 1 Woche | 1                                    | Norbi L. Király                      | Az első X - 10 dal az élő showból                 | Veröffentlichung zur ersten Ausgabe der Castingshow The X Factor in Ungarn: Király schied am 18. Dezember aus und wurde Dritter.           |
| 3. Januar 2011 – 9. Januar 2011 1 Woche | 1                                    | Csaba Vastag                         | Az első X - 10 dal az élő showból                 | Vastag war der Sieger der ersten Staffel von The X Factor in Ungarn.                                                                       |
| 10. Januar 2011 – 16. Januar 2011 1 Woche (insgesamt 2) | 2                                    | Nikolas Takács                       | Az első X - 10 dal az élő showból                 | Im Finale von The X Factor verlor Takács gegen Vastag.                                                                                     |
| 17. Januar 2011 – 23. Januar 2011 1 Woche (insgesamt 7) | 7                                    | Veca Janicsák                        | Az első X - 10 dal az élő showból                 | Die einzige Frau unter den letzten Vier in The X Factor schied als erste aus, war aber in den Charts am erfolgreichsten.                   |
| 24. Januar 2011 – 30. Januar 2011 1 Woche (insgesamt 2) | 2                                    | Andrewboy                            | Dirty Dance 2                                     | – |
| 31. Januar 2011 – 6. März 2011 5 Wochen (insgesamt 7) | 7                                    | Veca Janicsák                        | Az első X - 10 dal az élő showból                 | – |
| 7. März 2011 – 13. März 2011 1 Woche | 1                                    | Ossian                               | Az lesz a győztes                                 | – |
| 14. März 2011 – 20. März 2011 1 Woche (insgesamt 7) | 7                                    | Veca Janicsák                        | Az első X - 10 dal az élő showból                 | – |
| 21. März 2011 – 27. März 2011 1 Woche | 1                                    | Subscribe                            | Bookmarks                                         | – |
| 28. März 2011 – 3. April 2011 1 Woche (insgesamt 2) | 2                                    | Andrewboy                            | Dirty Dance 2                                     | – |
| 4. April 2011 – 1. Mai 2011 4 Wochen | 4                                    | Melinda Szíj                         | Foltos úton                                       | – |
| 2. Mai 2011 – 8. Mai 2011 1 Woche | 1                                    | Zoltán Mága                          | 2011 Budapesti Újévi Koncert                      | – |
| 9. Mai 2011 – 15. Mai 2011 1 Woche | 1                                    | Iván Szenes                          | Hosszú az a nap                                   | – |
| 16. Mai 2011 – 22. Mai 2011 1 Woche | 1                                    | Ocho Macho                           | Online a világ                                    | – |
| 23. Mai 2011 – 29. Mai 2011 1 Woche | 1                                    | Lady Gaga                            | Born This Way                                     | – |
| 30. Mai 2011 – 5. Juni 2011 1 Woche (insgesamt 8) | 8                                    | Budapest Bár                         | Volume 4 - Hoppá!                                 | – |
| 6. Juni 2011 – 12. Juni 2011 1 Woche | 1                                    | Róbert Bérczesi                      | Én meg az Ének: emléxel?                          | – |
| 13. Juni 2011 – 19. Juni 2011 1 Woche (insgesamt 8) | 8                                    | Budapest Bár                         | Volume 4 - Hoppá!                                 | – |
| 20. Juni 2011 – 26. Juni 2011 1 Woche | 1                                    | Budapest Bár                         | Volume 3 - Zene                                   | – |
| 27. Juni 2011 – 7. August 2011 6 Wochen (insgesamt 8) | 8                                    | Budapest Bár                         | Volume 4 - Hoppá!                                 | – |
| 8. August 2011 – 28. August 2011 3 Wochen (insgesamt 5) | 5                                    | Veca Janicsák                        | A második X - 10 új felvétel                      | – |
| 29. August 2011 – 4. September 2011 1 Woche | 1                                    | Red Hot Chili Peppers                | I’m with You                                      | – |
| 5. September 2011 – 11. September 2011 1 Woche | 1                                    | Depresszió                           | Vízválasztó                                       | – |
| 12. September 2011 – 25. September 2011 2 Wochen (insgesamt 5) | 5                                    | Veca Janicsák                        | A második X - 10 új felvétel                      | – |
| 26. September 2011 – 2. Oktober 2011 1 Woche | 1                                    | Judit Halász                         | Apa figyelj rám                                   | – |
| 3. Oktober 2011 – 9. Oktober 2011 1 Woche | 1                                    | Magyarország kedvenc gyermekmeséi    | Magyar népmesék                                   | – |
| 10. Oktober 2011 – 16. Oktober 2011 1 Woche | 1                                    | Moby Dick                            | A holnapok ravatalán                              | – |
| 17. Oktober 2011 – 6. November 2011 3 Wochen | 3                                    | Ákos                                 | Arénakoncert 2011                                 | – |
| 7. November 2011 – 13. November 2011 1 Woche | 1                                    | Quimby                               | Instant szeánsz                                   | – |
| 14. November 2011 – 20. November 2011 1 Woche (insgesamt 10) | 10                                   | Michael Bublé                        | Christmas                                         | – |
| 21. November 2011 – 27. November 2011 1 Woche | 1                                    | Kowalsky meg a Vega                  | Az évtized lemeze                                 | – |
| 28. November 2011 – 4. Dezember 2011 1 Woche | 1                                    | Gyereklemez                          | Magyarország legkedveltebb karácsonyi gyerekdalai | – |
| 5. Dezember 2011 – 18. Dezember 2011 2 Wochen (insgesamt 10) | 10                                   | Michael Bublé                        | Christmas                                         | – |
| 19. Dezember 2011 – 29. Januar 2012 6 Wochen | 6                                    | Tibor Kocsis                         | Az első X - Az élő show-k 10 legnagyobb kedvence  | Der Sieger in der zweiten Staffel von The X Factor war anders als beim ersten Mal diesmal auch in den Charts eindeutig am erfolgreichsten. |